# Вартекс
„Вартекс” је југословенски кратки филм из 1966. године. Режирао га је Петар Андрић а сценарио је написла Оливера Павлинић.

## Улоге
| Глумац         | Улога |
| -------------- | ----- |
| Љубомир Дидић  |       |
| Вера Томановић |       |